# Денніс Гроте
Денніс Гроте (нім. Dennis Grote, нар. 9 серпня 1986, Кайзерслаутерн) — німецький футболіст, півзахисник австрійського клубу «Ваккер» (Інсбрук).
Виступав, зокрема, за клуб «Бохум», а також молодіжну збірну Німеччини.

## Клубна кар'єра
Народився 9 серпня 1986 року в місті Кайзерслаутерн. Вихованець юнацьких команд футбольних клубів «Кайзерслаутерн», «Форвартс Веттрінген», «Пройсен Мюнстер» та «Бохум».
У дорослому футболі дебютував 2004 року виступами за команду «Бохум-2», в якій провів шість сезонів, взявши участь у 41 матчі чемпіонату. 
Своєю грою за цю команду привернув увагу представників тренерського штабу головної команди клубу «Бохум», за яку розпочав виступи 2005 року. Відіграв за бохумський клуб наступні п'ять сезонів своєї ігрової кар'єри.
Згодом з 2011 по 2022 рік грав у складі команд «Рот-Вайс» (Обергаузен), «Пройсен Мюнстер», «Дуйсбург», «Хемніцер» та «Рот-Вайс» (Ессен).
До складу клубу «Ваккер» (Інсбрук) приєднався 2022 року. Станом на 26 березня 2022 року відіграв за інсбруцьку команду 5 матчів в національному чемпіонаті.

## Виступи за збірну
Протягом 2007–2009 років його залучали до складу молодіжної збірної Німеччини. На молодіжному рівні зіграв у 15 офіційних матчах.